# Requiem
 (srp. Rekvijem) pesma je francuske pevačice Alme. Dana 13. januara 2017. Warner Music France objavio je pesmu. Predstavljaće Francusku na izboru za Pesmu Evrovizije 2017.

## Pesma Evrovizije
9. februara 2017. objavljeno je da će Alma predstavljati Francusku na Pesmi Evrovizije 2017. u Kijevu sa pesmom Requiem koju je napisao Kaled. Kako je Francuska deo Velike petorke, ona će se automatski kvalifikovati u finale, koje će se održati 13. maja.

## Spisak pesama
| №  | Naziv | Trajanje |  |
| 1. |       | 3:03     |  |

## Istorija objave
| Regija      | Datum            | Format                | Izdavačka kuća |
| ----------- | ---------------- | --------------------- | -------------- |
| Širom sveta | 13. januar 2017. | Digitalno preuzimanje |                |

## Spoljašnje veze
- Zvanični video-zapis pesme na Jutjubu